# Steven Cummins
Pour les articles homonymes, voir Cummins (homonymie).
Pas d'image ? Cliquez ici

a Compétitions nationales et continentales officielles uniquement.

b Matchs officiels uniquement.
Dernière mise à jour le 1 novembre 2024.
Steven Cummins, né le 29 mars 1992 à Sydney (Australie), est un joueur australien de rugby à XV jouant au poste de deuxième ligne avec les Dragons depuis 2024.

## Biographie

### Jeunesse et formation
Steven Cummins commence le rugby à Sydney à la Hills Sports High School.
En 2013, il joue pour la franchise des Waratahs durant la Coupe du Pacifique.

### Carrière en club
Le 3 juin 2014, les Eastern Province Kings annonce la signature de Steven Cummins pour la saison 2014 de la Currie Cup.
Le 3 juin 2014, les Melbourne Rebels annoncent aussi la signature de Steven Cummins pour la saison 2015 de Super Rugby. Il joue ses premiers matches de Super Rugby en 2015 face à la Western Force et les Lions avant de signer en mai 2015 une extension de contrat de 3 ans avec les Rebels.
Sur la même période, il évolue aussi dans le championnat national australien avec les Melbourne Rising.
En novembre 2017, Steven Cummins s'engage avec les Scarlets. Il dispute 34 matches de Pro 14 et 6 matches de coupe d'Europe avec l'équipe galloise en 3 saisons.
En août 2020, Steven Cummins rejoint le Top 14 et la Section paloise en tant que joker médical de Daniel Ramsay. Il débute avec le club palois lors de la 3e journée de Top 14 face au CA Brive Corrèze. En décembre, à l'issue de son contrat de joker médical, il retourne dans son ancien club des Melbourne Rebels pour la saison de Super Rugby 2021.

### Carrière internationale
En 2011, Steven Cummins est le capitaine de l'équipe d'Australie des moins de 19 ans et en 2012, il participe avec l'équipe d'Australie des moins de 20 ans à la Coupe du monde des moins de 20 ans.

## Palmarès
Néant